# Jasper Friedrich von Meerheimb

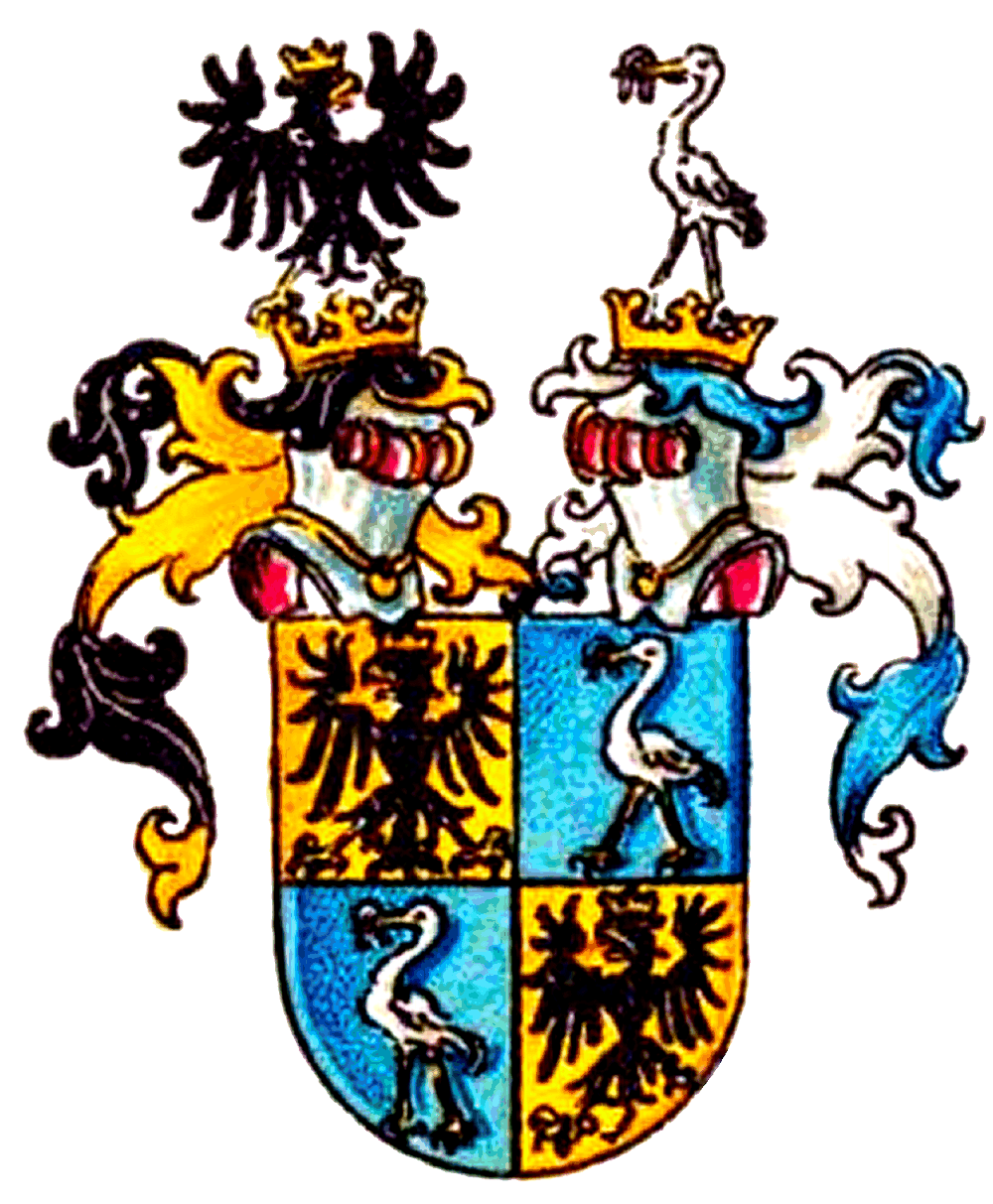
Wappen der Freiherren von Meerheimb

Jasper Friedrich Freiherr von Meerheimb, auch Caspar Freiherr von Meerheimb (* 12. Juni 1785 in Reinstorf; † 25. Dezember 1872 in Gnemern) war ein deutscher Offizier und Gutsbesitzer.

## Leben
Jasper Friedrich von Meerheimb stammte aus dem auf dem Gut Gnemern zwischen Wismar und Rostock ansässigen Zweig des mecklenburgischen Adelsgeschlechts von Meerheimb. Er war der Sohn von Ferdinand Friedrich Vollrath von Meerheimb (1760–1836) auf Gnemern, Wokrent, Groß Gischow, Groß Belitz, Klein Gischow und Reinstorf, von 1791 bis 1816 Provisor des Klosters Dobbertin, und dessen Frau Auguste, geb. von Hugo. Der Schweriner Kammerdirektor Wilhelm von Meerheimb (1790–1865) auf Wokrent und der Drost Ludwig von Meerheimb (1796–1885) auf Groß Gischow waren seine Brüder.
Jasper Friedrich von Meerheimb trat als Fähnrich in die preußische Armee ein. 1806 war er Sekondeleutnant im 2. Kürassierregiment von Beeren. Nach der Niederlage in der Schlacht bei Jena und Auerstedt war die Preußische Armee nahezu vernichtet und musste völlig neu formiert werden. Mit dem Rest des Regiments erfolgte im Februar 1807 Meerheimbs Eingliederung in das neugebildete Kürassier-Regiment „Kaiser Nikolaus I. von Russland“ (Brandenburgisches) Nr. 6. 1809 leitete er ein Grenzschutz-Kommando bei Wittstock.
Im Mai 1812 wurde er, immer noch Sekondeleutnant, in das Regiment der Gardes du Corps versetzt. Mit dem Regiment nahm er am Feldzug der Befreiungskriege 1813 teil. Nach der Schlacht bei Bautzen und dem Gefecht bei Haynau wurde er zum Stabs-Rittmeister befördert.

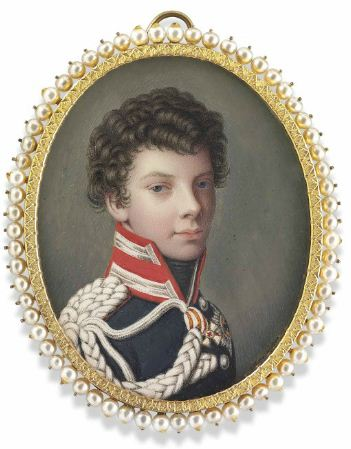
Prinz Friedrich von Preußen

Am 20. April 1817 wurde er Adjutant von Prinz Friedrich von Preußen und unter Beförderung zum Major dessen Leib-Kürassier-Regiment „Großer Kurfürst“ (Schlesisches) Nr. 1 aggregiert. Nachdem Friedrich am 2. Januar 1821 Kommandeur der 14. Division in Düsseldorf wurde, nahm von Meerheimb seinen Abschied, der ihm unter Beförderung zum Oberstleutnant mit der Bewilligung zum Tragen der Regimentsuniform bewilligt wurde. Er ging zurück nach Mecklenburg und widmete sich der Verwaltung der väterlichen Güter, die er 1836 zusammen mit seinen Brüdern erbte. 
Seit 1818 war er verheiratet mit Emilie, geb. von Kleist (1800–1887) aus dem Hause Stavenow in der Prignitz. Beide schenkten der Dorfkirche Berendshagen 1861 ein Krankenbesteck (Krankenkelch und Oblatendose in einem Kasten) und 1862 eine silberne, vergoldete Weinkanne. Das Paar hatte zwei Söhne, darunter den General Ferdinand von Meerheimb, und eine Tochter, Marie Friederike Emilie Karoline Freiin von Meerheimb (1835–1925), die Albert von Bülow heiratete. Ludwig von Meerheimb war sein Enkel.

## Auszeichnungen
- Königlich Preußischer St. Johanniter-Orden (1818), damit seit 1852 Ehrenritter des Johanniterordens[6]
- Hausorden vom Goldenen Löwen, Ritter (26. Dezember 1817)[7]